# Open Your Eyes (Yes)
Open Your Eyes è il 17° album in studio del gruppo progressive inglese Yes.

## Storia
Dopo i due album gemelli Keys to Ascension e Keys to Ascension 2 il tastierista Rick Wakeman aveva abbandonato il gruppo; Open Your Eyes segna l'ingresso al suo posto di Billy Sherwood, già coinvolto nei progetti Keys come tecnico del suono e del mixer.
Il materiale dell'album è frutto di una collaborazione fra Chris Squire e Billy Sherwood e non era destinato ad apparire in un album degli Yes ma sotto il nome di "Chris Squire Experiment"; quando il cantante Jon Anderson sentì le demo, però, decise di voler partecipare al progetto, come era accaduto nel 1983 quando aveva ascoltato Owner of a Lonely Heart e gli altri brani che Squire andava preparando con Trevor Rabin. In seguito vennero coinvolti anche il chitarrista Steve Howe e il batterista Alan White, e Open Your Eyes divenne un album degli Yes.
Sebbene non ancora accreditato ufficialmente come membro della band, su alcune tracce di Open Your Eyes suonò il tastierista russo Igor Khoroshev, tastierista ufficiale nel successivo The Ladder (1999).

## Accoglienza
Il risultato non si rivelò molto soddisfacente per i membri della band. Sia Anderson che Howe sostennero, in seguito, che l'album era stato realizzato troppo in fretta e che non avevano potuto contribuire con le proprie idee. Alla data della sua pubblicazione, l'album (la cui copertina rimanda abbastanza esplicitamente a quella dell'album di debutto del gruppo, Yes del 1969) fu un flop commerciale.
Raggiunse la posizione n. 151 nelle classiche inglesi e non entrò in classifica negli Stati Uniti.

## Brani
Uno dei brani dell'album, Somehow, Someday è basato su una melodia già apparsa col titolo Boundaries sull'album solista Animation di Jon Anderson (1983) e pubblicata nel 1997 anche col titolo O'er, su un altro album di Anderson, The Promise Ring.

## Tracce
Tutti brani sono firmati Anderson, Howe, Sherwood, Squire e White.
1. New State Of Mind - 6:00
2. Open Your Eyes - 5:14
3. Universal Garden - 6:17
4. No Way We Can Lose - 4:56
5. Fortune Seller - 5:00
6. Man In The Moon - 4:41
7. Wonderlove - 6:06
8. From The Balcony - 2:43
9. Love Shine - 4:38
10. Somehow, Someday - 4:47
11. The Solution - 23:47
  - La canzone vera e propria dura solo 5:26; dopo due minuti di silenzio, è seguita da 16:21 di suoni naturali con frammenti vocali tratti da tutti i brani dell'album

## Formazione
- Jon Anderson - voce
- Chris Squire - basso, voci
- Billy Sherwood - tastiere, chitarra ritmica, voci
- Alan White - batteria
- Steve Howe - chitarra, voci
- Igor Khoroshev (non accreditato come membro del gruppo): tastiere (brani 1, 4 e 5).